# Iñaki Godoy
Iñaki Godoy Jasso (Ciudad de México, 25 de agosto de 2003) es un actor mexicano. Es conocido por series de televisión como ¿Quién mató a Sara? (2021), The Imperfects (2022), y One Piece 
(2023).

## Biografía y carrera
Iñaki Godoy Jasso nació el 25 de agosto de 2003 en Ciudad de México. Un mes después de su primer cumpleaños, nació su hermana Mia, a quien considera como su mejor amiga. En su infancia, fue incitado a practicar diversos deportes, aunque de acuerdo a él, en ninguno era bueno. Dado a lo anterior, a los cuatro años de edad, su mamá optó por inscribirlo a una escuela de teatro musical para niños llamada «Stage Company», ubicada en el Teatro Libanés, en Ciudad de México, esto luego de que ella se percatara de sus cualidades artísticas. En dicha escuela participó en varias obras de teatro, destacando por su intervención en Alicia en el país de las maravillas, donde su puesta en escena cosechó buena recepción por parte del público; lo que despertó en él un verdadero interés por la actuación.
Cuando cumplió nueve años, le externó a su madre su deseo de querer convertirse en actor profesional, algo en lo que ella lo apoyó siempre y cuando le preguntara a sus profesores qué debía hacer, por lo que Godoy le pidió apoyo a una de sus maestras para saber como iniciar. Esta le dio una lista de sitios de redes sociales que su mamá iba a poder seguir para recabar información, añadiendo que ella lo contactaría si había alguna audición para él. Después de un tiempo, logró conseguir una y obtuvo un pequeño papel en un programa llamado Cocina de hacienda, hecho que lo emocionó e hizo que reafirmara sus ganas de convertirse en actor. Posterior a este trabajo, siguió yendo a las pocas audiciones que le concedían y tomando lecciones de actuación en Stage Company. Adicionalmente, en los veranos asistía a un campamento localizado al sur de California, en Estados Unidos, llamado «Pali Adventures», donde tenían un programa de actuación y cine; mismo en el que aprendió a escribir y actuar para personas de todas las edades y nacionalidades. Su tiempo en ese sitio también le permitió aprender a dirigir, por lo que alternando entre la actuación y la escuela, escribió y dirigió varios cortometrajes, como Blinded y Casiarte.
En 2016, consiguió su primer papel importante en la serie estadounidense en lenguaje español de Telemundo La querida del Centauro, donde personificó a Amadeo «El Gato», un personaje recurrente que realizó hasta la segunda temporada de la emisión, estrenada en 2017. Su filmografía prosiguió teniendo papeles pequeños y secundarios en series como Blue Demon (2016), Por la Máscara: La Serie Web (2018), Sin miedo a la verdad (2019), y Los elegidos (2019), hasta que a los catorce años alcanzó su primer rol protagónico con su debut cinematográfico en la cinta ¡Ánimo Juventud!, lanzada en 2020. El mismo año, esta última fue nominada a mejor película, en la edición número 18 del Festival Internacional de Cine de Morelia. Concluido este trabajo, comenzó las grabaciones de los filmes MexZombies, presentada en el Toronto After Dark Film Festival, y No Abras La Puerta, ambos en los cuales fue protagonista y se estrenaron en 2022. A la par de los mencionados lanzamientos, en televisión apareció en las series ¿Quién mató a Sara?, en sus dos primeras temporadas, y en su primera producción de habla inglesa, The Imperfects, ambas producidas por Netflix.
En medio de la realización de todos esos papeles, en 2021, Godoy fue anunciado como el actor que personificaría a Monkey D. Luffy, el personaje principal del manga y anime One Piece, en la serie homónima de Netflix basada en la obra, con la primera temporada estrenada el 31 de agosto de 2023.

## Filmografía

### Cine
| Año  | Título             | Papel  |
| ---- | ------------------ | ------ |
| 2020 | ¡Ánimo Juventud!   | Pedro  |
| 2022 | MexZombies         | Tavo   |
| 2022 | No abras la puerta | Fausto |

### Televisión
| Año     | Título                       | Papel              |
| ------- | ---------------------------- | ------------------ |
| 2016-17 | La querida del Centauro      | Amadeo «el Gato»   |
| 2016    | Blue Demon                   | Blue Demon de niño |
| 2018    | Por la Máscara: La Serie Web | Aurelio de joven   |
| 2019    | Sin miedo a la verdad        | el Chinos          |
| 2019    | Los elegidos                 | Bruno              |
| 2021    | ¿Quién mató a Sara?          | Bruno Lazcano      |
| 2022    | The Imperfects               | Juan Ruiz          |
| 2023    | One Piece                    | Monkey D. Luffy    |